# Limonia dipinax
Limonia dipinax là một loài ruồi trong họ Limoniidae. Chúng phân bố ở miền Australasia.